# Strešňák Gábor
Strešňák Gábor (Pozsony, 1974. május 18. –) történész, levéltáros, múzeumigazgató.

## Élete
A Comenius Egyetemen végzett levéltáros-történész szakon. Előbb a pozsonyi állami levéltárban, majd a Nemzeti Emlékezet Intézetében dolgozott. 2010-től a Szenci Városi Múzeum igazgatója.
Elsősorban Somorja és Szenc környékének történelmével, a magyar nemesség újkori történetével, illetve az állambiztonság tevékenységével foglalkozik.

## Elismerései
- 2009 Szenc polgármesterének díja[1]
- 2019 Pozsony megye - Az év kulturális-népművelő munkása

## Művei
- 1998 Vývoj právneho postavenia mesta Šamorín do roku 1599 (diplomamunka)
- 2004 Šľachta Bratislavskej stolice. (társszerző)
- 2004 Stredoveký Senec v písomných prameňoch. In: Peter Fedor (ed.): Senec - Bránou do tretieho milénia. Senec, 73–81.
- 2005 Historický archív štátnobezpečnostných služieb v Budapešti (Állambiztonsági Szolgálatok Történeti Levéltára). Pamäť národa 4, 59-62.
- 2005 Az 1405-ös privilégium hatása Somorja fejlődésére a középkorban. In: Strešňák Gábor - Végh László (szerk.): Fejezetek Somorja város történetéből - Történelmi konferencia a Zsigmond király által adományozott városi kiváltságok elnyerésének 600. évfordulója alkalmából. Somorja.
- 2008 Pozsony vármegye nemes családjai (társszerző)
- 2009 November - Očami ŠtB a ulice. (tsz. Peter Balun)
- 2011 Egy 1848-as mátyusföldi jelentés margójára... Szél-járás 2011/1, 18-21.
- 2013 Senec stáročia mesta - Zborník štúdií. Senec.
- 2013 Szenc egy város évszázadai - Tanulmánykötet.